# Winnetou i Old Surehand
Winnetou i Old Surehand (niem. Old Surehand 1. Teil, serb.-chorw. Labirint smrti) – zachodnioniemiecko-jugosłowiański film przygodowy z 1965 roku, będący częścią cyklu filmów o przygodach Apacza Winnetou i jego przyjaciół, zainspirowanego cyklem powieści Karla Maya.

## Fabuła
Old Surehand (Stewart Granger) ściga mordercę swego brata. W drodze do Mason City widzi, jak grupa bandytów napada na pociąg i kradnie ogromne ilości transportowanego złota. Tymczasem farmer MacHary oskarża Komanczów o zamordowanie jego syna powołując się na rzekomych świadków zbrodni, Cata i Clincha. Old Surehand nie wierzy w winę Indian. Tuż potem do miasta przybywa syn wodza Komanczów, by zaprotestować przeciwko bezprawiu białych myśliwych. Wojownik zostaje zastrzelony. To wydarzenie grozi kolejnym konfliktem między osadnikami a czerwonoskórymi. Old Surehand zwraca się o pomoc do zaprzyjaźnionego wodza Apaczów, Winnetou, lecz sam zostaje uprowadzony przez Cata. Uwalnia go młoda bratanica zamordowanego poszukiwacza złota, Judith. Winnetou informuje przyjaciela, że Komancze ogłosili wojnę z białymi. Banda pod wodzą niejakiego Generała ma im dostarczyć broń. Wkrótce Judith i jej narzeczony Toby wpadają w zasadzkę Komanczów. Old Surehand ratuje ich. Obiecuje też wodzowi odszukanie mordercy jego syna.

## Obsada
- Stewart Granger – Old Surehand
- Heinz Engelmann – Old Surehand (głos)
- Pierre Brice – Winnetou
- Thomas Eckelmann – Winnetou (głos)
- Terence Hill – Toby
- Joachim Ansorge – Toby (głos)
- Larry Pennell – Jack „Generał“ O’Neal
- Rainer Brandt – Jack „Generał“ O’Neal (głos)
- Letícia Román – Judith
- Marianne Lutz – Judith (głos)
- Wolfgang Lukschy – sędzia Dick Edward
- Erik Schumann – kapitan Miller
- Milan Srdoč –  Stary Wabble
- Hugo Schrader – Stary Wabble (głos)
- Velimir Bata Živojinović – Jim Potter
- Hermina Pipinić – Molly
- Voja Mirić – Joe
- Nikola Gec – Cat
- Dušan Janićijević – Clinch
- Dušan Antonijević – Maki-moteh
- Vladimir Medar – Goldgräber Ben
- Šimun Jagarinec –
  - Tou-Wan,
  - bandyta
- Jelena Žigon – Delia
- Veljko Maricić – Mac Hara
- Miro Buhin – Bob
- Martin Sagner – Bonoja
- Predag Ceramilec – zwiadowca Surehanda

## Wersja polska
Opracowanie i udźwiękowienie wersji polskiej: Studio Opracowań Filmów w Warszawie

Reżyser: Jerzy Twardowski

Tekst polski: Elżbieta Łopatniukowa

Operator dźwięku: Jerzy Januszewski

Montaż: Anna Szatkowska

Kierownik produkcji: Tadeusz Simiński

Wystąpili:
- Kazimierz Brusikiewicz
- Andrzej Gawroński
- Zbigniew Kryński
- Jarosław Skulski
- Igor Śmiałowski
- Tadeusz Czechowski
- Emilia Krakowska
- Lech Ostrowski
- Zdzisław Słowiński
- Wiesława Żelichowska

i inni